# Campeonato Alemán de Fútbol 1934
El Campeonato Alemán de Fútbol 1934 fue la 27.ª edición de la máxima competición futbolística de Alemania.

## Fase de grupos

### Grupo A
|   | Clasificación     | Pts | PJ | PG | PE | PP | GF | GC |
| - | ----------------- | --- | -- | -- | -- | -- | -- | -- |
| 1 | BFC Viktoria 1889 | 12  | 6  | 6  | 0  | 0  | 24 | 9  |
| 2 | Beuthener SuSV    | 7   | 6  | 3  | 1  | 2  | 12 | 13 |
| 3 | Viktoria Stolp    | 4   | 6  | 1  | 2  | 3  | 10 | 12 |
| 4 | SC Preußen Danzig | 1   | 6  | 0  | 1  | 5  | 6  | 15 |

### Grupo B
|   | Clasificación    | Pts | PJ | PG | PE | PP | GF | GC |
| - | ---------------- | --- | -- | -- | -- | -- | -- | -- |
| 1 | FC Schalke 04    | 8   | 6  | 4  | 0  | 2  | 16 | 7  |
| 2 | VfL Benrath      | 7   | 6  | 3  | 1  | 2  | 12 | 11 |
| 3 | SV Werder Bremen | 5   | 6  | 2  | 1  | 3  | 11 | 17 |
| 4 | Eimsbütteler TV  | 4   | 6  | 2  | 0  | 4  | 13 | 17 |

### Grupo C
|   | Clasificación     | Pts | PJ | PG | PE | PP | GF | GC |
| - | ----------------- | --- | -- | -- | -- | -- | -- | -- |
| 1 | SV Waldhof 07     | 8   | 6  | 2  | 4  | 0  | 19 | 6  |
| 2 | Mülheimer SV 06   | 6   | 6  | 2  | 2  | 2  | 13 | 18 |
| 3 | Kickers Offenbach | 5   | 6  | 1  | 4  | 1  | 14 | 16 |
| 4 | Union Böckingen   | 4   | 6  | 2  | 1  | 3  | 15 | 21 |

### Grupo D
|   | Clasificación        | Pts | PJ | PG | PE | PP | GF | GC |
| - | -------------------- | --- | -- | -- | -- | -- | -- | -- |
| 1 | FC Núremberg         | 9   | 6  | 4  | 1  | 1  | 10 | 4  |
| 2 | Dresdner SC          | 9   | 6  | 4  | 1  | 1  | 16 | 7  |
| 3 | Borussia Fulda       | 4   | 6  | 1  | 2  | 3  | 7  | 10 |
| 4 | Hallescher FC Wacker | 2   | 6  | 1  | 0  | 5  | 8  | 20 |

## Fase final

### Semifinales
| FC Núremberg | 2 – 1 | BFC Viktoria 1889 |

| FC Schalke 04 | 5 – 2 | SV Waldhof 07 |

### Final
| FC Schalke 04 | 2 – 1 | FC Núremberg |

|                              |
| Campeón Schalke 04 1° título |